# Brandenburg Health Sciences: A Research Atlas
Brandenburg Health Sciences: A Research Atlas (BHS) (deutsch: Brandenburgische Gesundheitswissenschaften: Ein Forschungsatlas) ist eine gemeinsame webbasierte Informations- und Rechercheplattform der Brandenburger Hochschulen und Forschungseinrichtungen in den Bereichen Lebenswissenschaften, Gesundheitswissenschaften und Medizin.

## Geschichte
Der Brandenburg Health Sciences: A Research Atlas (BHS) wurde im Jahr 2022 begonnen. Die frei zugängliche Rechercheplattform unterstützt den gezielten Aufbau von regionalen und überregionalen Forschungskooperationen und stellt relevante Forschungsprofile und Informationen zur Verfügung.
Mit dem dynamisch konzipierten und regelmäßig aktualisierten BHS existiert ein gemeinsames Verzeichnis von bisher beteiligten 16 Einrichtungen des Landes Brandenburg, die in Fact Sheets mit ihren inhaltlichen Schwerpunkten und strukturellen Eckdaten vorgestellt werden. Die in den Einrichtungen vorhandenen Forschungseinheiten und Professuren werden mit ihren Forschungsschwerpunkten und -expertisen standardisiert dargestellt und untersetzen damit die Datenblätter. Die Verfügbarkeit von Methoden und Forschungsinfrastruktur für Forschungskollaborationen in Gesundheit und Medizin ergänzen das Informationsangebot des „Brandenburg Health Sciences: A Research Atlas“.
Die Funktionalität des BHS ermöglicht es, nach inhaltlichen Kriterien, angelehnt an die Fachsystematik der Deutschen Forschungsgemeinschaft (DFG), effektiv potenzielle Forschungspartner zu identifizieren. Damit trägt der BHS auch zum Ausbau der Verbundforschung im Land Brandenburg sowie zur Stärkung der überregionalen Sichtbarkeit des wissenschaftlichen Potenzials der Hochschulen und Forschungseinrichtungen bei.

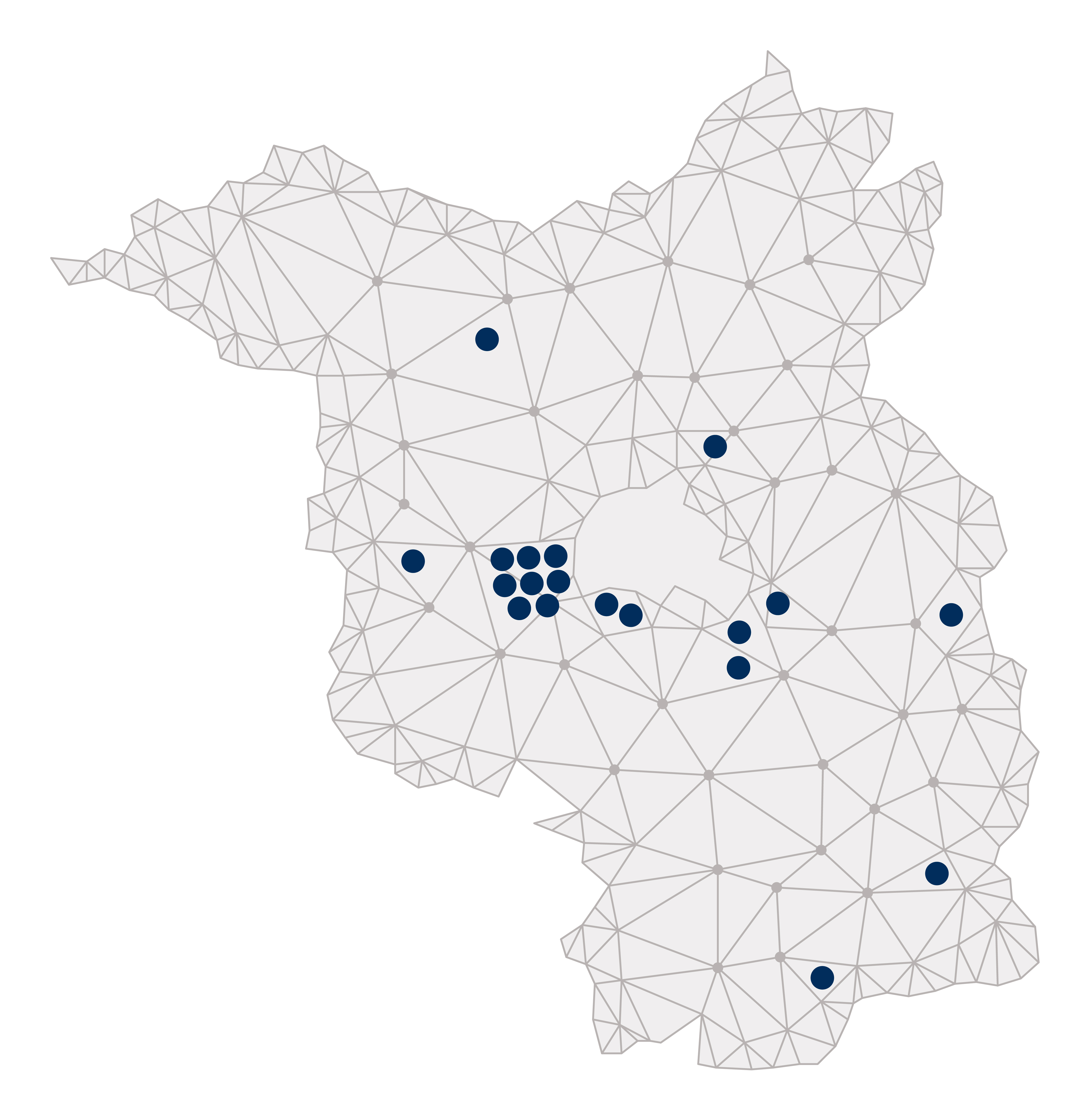
Netzkarte der Verbundseinrichtungen des BHS

Die Brandenburg Health Science Talks (BHS Talks) bauen direkt auf die im BHS vorgestellten Forschungsexpertisen auf und unterstützen ebenfalls die Forschungsvernetzung im Land Brandenburg. Sie fördern durch die Integration von Forschungs- und Anwendungsaspekten den wissenschaftlichem Austausch und die Transferzusammenarbeit vor Ort. Die Veranstaltungsreihe wird gemeinsam von den Einrichtungen des Landes getragen und über die Website des BHS vorgestellt.
Ergänzend zu den Angeboten des BHS und der BHS Talks informiert die Website des BHS über die „Transferangeboten in den Gesundheitswissenschaften Brandenburg“ und stellt den Wissenschaftlerinnen und Wissenschaftlern anhand von erfolgreichen Projekten in den relevanten Transferpfaden des modernen Wissens- und Technologietransfers vorhandene Transferstrukturen und Ansprechpartner im Land vor.

## Beteiligte Einrichtungen
- Medizinische Hochschule Brandenburg „Theodor Fontane“
- Brandenburgische Technische Universität Cottbus-Senftenberg
- Carl-Thiem-Klinikum Cottbus
- Fakultät für Gesundheitswissenschaften Brandenburg
- Fraunhofer-Institut für Angewandte Polymerforschung (IAP)
- Fraunhofer-Institut für Zelltherapie und Immunologie, Institutsteil Bioanalystik und Bioprozesse (IZI – BB)
- Harding Center für Risikokompetenz, Potsdam
- Hasso-Plattner-Institut (HPI)
- HMU Health and Medical University, Campus Potsdam
- Helmholtz-Zentrum Hereon, Institut für aktive Polymere
- IHP GmbH - Innovations for High Performance Microelectronics/Leibniz-Institut für innovative Mikroelektronik, IHP – Leibniz Institute for High Performance Microelectronics
- Max-Planck-Institut für Kolloid- und Grenzflächenforschung
- Technische Hochschule Wildau
- Universität Potsdam
- Zentrum für Künstliche Intelligenz in der Public Health Forschung, Robert Koch-Institut (ZKI-PH/RKI), Standort Wildau